# 물금초등학교
물금초등학교는 대한민국 경상남도 양산시 물금읍 가촌리에 있는 공립 초등학교다.

## 연혁
- 1924년 10월 5일 상서공립보통학교(4년제) 개교(설립인가 7월 1일)
- 1934년 3월 1일 6년제로 개편
- 1938년 4월 1일 교명 변경 (동물금공립심상소학교)
- 1941년 4월 1일 교명 변경 (동물금공립국민학교)
- 1946년 9월 21일 교명 변경 (물금국민학교)
- 1996년 3월 1일 물금초등학교로 개칭
- 2000년 5월 4일 타임캡슐 매설
- 2023년 2월 10일 제95회 졸업장 수여식, 졸업생 63명(총10,335명)
- 2023년 3월 1일 24(2)학급 편성
- 2023년 9월 1일 제31대 위종건 교장 취임
- 2024년 1월 9일 제96회 졸업장 수여식, 졸업생 62명(총10,397명)
- 2024년 3월 1일 24(2)학급 편성

## 학교 상징
- 장미 - 장미는 생명의 신비, 생명의 심장부를 나타내는 동시에 정념, 관능, 유혹을 상징한다. 본교 꽃로서는 아름다움, 사모함, 사랑을 상징한다.
- 히말라야시다(설송) - 세계 3대 조경수목에 들어가는 나무로, 흔히 외국의 눈덮인 숲 사진에 자주 등장하는 나무다. 사시사철 모여 나는 푸른잎을 달고 있어 관상적 가치가 높고 침엽수림에도 불구하고 잎이 떨어지지 않아 늘 푸른 모습을 담고 있다. 힘, 영광, 평화를 상징하는 ‘축복나무‘이며 본교 나무으로는 씩씩하고 굳센 사람을 상징한다.

## 참고 자료
- 물금초등학교 - 한국교육학술정보원 학교알리미